# Tanacetum tridactylites
Tanacetum tridactylites là một loài thực vật có hoa trong họ Cúc. Loài này được Kerner & Huter ex Rigo miêu tả khoa học đầu tiên năm 1877.